# David Recorbet
David Recorbet, né le 24 octobre 1976 à Clermont-Ferrand, est un footballeur français évoluant au poste de défenseur central. 
À l'issue de la saison 2006-2007, en fin de contrat avec le FC Lorient, il ne parvient pas à retrouver un club et prend sa retraite de professionnel.

## Biographie
En 1991, alors joueur de l'US Laon et pensionnaire de l'INF Clairefontaine, il dispute la Coupe nationale des minimes avec la sélection de la Ligue de Picardie. Parmi ses coéquipiers, Johan Radet.
Formé à l'AJ Auxerre, il est finaliste du championnat des Centres de formation en 1998.

## Palmarès
- Champion de France des réserves pros en 1999
- Champion de France de National 2 en 1996
- Champion de France des moins de 17 ans.
- International français chez les moins de 17 ans et les moins de 18 ans.